# Franco Biondi
Franco Biondi (* 1947 in Forlì, Romagna (Italien)) ist ein deutschsprachiger Autor, der sich mit dem Thema Bikulturalität auseinandersetzt. Er gilt als Autor, dessen Werk sich vielen begrifflichen Zuordnungen widersetzt. Alle bisherigen Klassifizierungsversuche, ob »Gastarbeiter-«, »Ausländer-«, oder »Migrantenliteratur« bleiben problematisch, weil es sich abzeichnet, dass sein Werk sich jenseits der nationalen und kulturellen Schranken Deutschlands und Italiens bewegt, obschon es sich rein thematisch darin entfaltet.

## Leben
Biondi ist 1947 in Forlì in der Romagna (Italien) geboren; von 1956 bis 1961 war er mit seinen Eltern in Nord- und Mittelitalien als Schausteller unterwegs, von 1961 bis 1965 lebte er wieder in Forlì, wo er als Schlosser und Elektroschweißer arbeitete. Seit September 1965 lebt er in Deutschland. Bis 1973 war er in Fabriken in der Mainzer Umgebung beschäftigt, unter anderem als Elektroschweißer und Chemiearbeiter, zumeist im Akkord.
Nach der Erlangung der mittleren Reife in der Abendschule in Mainz besuchte er das Hessen-Kolleg in Wiesbaden. Es folgte das Studium der Psychologie in Frankfurt; bis 1984 war er in Rüsselsheim, Groß-Gerau und Mainz-Bischofsheim als Dozent bei Kursen zur Erlangung des Hauptschulabschlusses für Italiener in Deutschland tätig.
Anschließend absolvierte er die Ausbildung in Familientherapie in Weinheim bis 1986. Bis 2010 war er nacheinander als Leiter in zwei sozialpädagogischen Einrichtungen beschäftigt, aber auch als Supervisor und Weiterbildungsreferent tätig. Seit 2000 arbeitet er auch als psychologischer Psychotherapeut und Ausbildungsreferent beim »praxis – Institut für systemische Beratung« in Hanau. Er ist verheiratet in zweiter Ehe und hat einen Sohn; seine Frau ist Kinder- und Jugend-Psychotherapeutin.
Er publiziert seit den siebziger Jahren literarische Texte, zuerst in Zeitschriften und in Anthologien des Werkkreises Literatur der Arbeitswelt, dessen Mitglied er von 1974 bis 1980 er war. 1979 wurde einer seiner Texte überdies in Hans A. Guttners Kinodokumentarfilm Almanya Almanya - Germania Germania verwendet. 1980 war er Mitbegründer der Reihen »südwind-gastarbeiterdeutsch« und 1982 »Südwind-Literatur«, 1980 Mitbegründer des Polynationalen Literatur- und Kunst-Vereins (PoLiKunst) und aktives Mitglied bis zur Selbstauflösung des Vereins 1987.

## Rezeption
»Biondi ist ein Schriftsteller der Differenzen«, schreibt Immacolata Amodeo im »Kritischen Lexikon zur deutschsprachigen Gegenwartsliteratur«. Existentielle Situationen von Menschen im interkulturellen Kontext sind zentraler Gegenstand seiner literarischen Auseinandersetzung. Immacolata Amodeo betont zu Recht, dass »seine Texte sich durch labyrinthische, teilweise brüchige, immer vielschichtige Schreibweise, durch eigenwillige Metaphorik und themenadäquate Sprache auszeichnen.«
Dementsprechend vertritt Carmine Chiellino die Auffassung, dass in Biondis Werk die Sprache konsequent interkulturell sei, »weil sie sich nicht mehr an den nationalen Pakt zwischen Autor und Leser hält und sich demnach nicht mehr auf die vereinbarte Wiedergabe des gemeinsamen kulturellen Erbes und der Gegenwart von Autor und Leser beschränke.« Insofern müsse sich der Leser darauf einstellen, »dass sich ihm nicht alles innerhalb des kulturellen Gedächtnisses der deutschen Sprache erschließt, was sich als deutsch liest.«
Seine Texte loten Sprachgrenzen aus. Der Autor bettet permanent Erzähl- und Sprechweisen, bürokratische Sprachhülsen und introspektive Exkurse im Erzählfluss ein und baut unterschiedliche Textebenen und -qualitäten im literarischen Diskurs ein, sodass ein Narrativ entsteht, das – sprachlich gesehen – einem Wandern auf einer Gebirgsformation gleicht.
In seinen Essays setzt er sich intensiv über seinen Standort in der deutschen Sprache und Kultur auseinander. In einer polemischen Auseinandersetzung mit dem Literaturkritiker und HR-Literaturredakteur Karl Corino trifft er auf eine Haltung, die er als Obrigkeitsdeutsch definiert, und spricht sich für eine Pluralität der Sprache aus.
In zwei weiteren Essays »Die Fremde wohnt in der Sprache« und »Literarische Sprachwege« führt der Autor aus, sich ein Zuhause in der deutschen Sprache eingerichtet zu haben. Er zeichnet dort eine Linie von Vertrauen-Misstrauen und spricht sich für ein konstruktives Vertrauen zur deutschen Sprache aus, um die eigene Lebensgeschichte in die Sprache einzubringen und als gesamte Person sich in ihr einzulassen. Diese Kernüberlegungen finden mit unterschiedlicher Nuancierung in fast allen bisher erschienenen Werken ihren Niederschlag.

## Auszeichnungen
- 1984: Ehrengabe der Bayerischen Akademie der Schönen Künste
- 1987: Adelbert-von-Chamisso-Preis (zusammen mit Gino Chiellino)
- 2005: Arbeitsstipendium der Robert Bosch Stiftung, um an dem Roman Karussellkinder zu arbeiten
- 2021/22: Chamisso-Preis/Hellerau

## Sonstiges
Sein Vorlass befindet sich im Fritz-Hüser-Institut für Literatur und Kultur der Arbeitswelt in Dortmund.

## Werke
- Nicht nur gastarbeiterdeutsch, Gedichte. Klein Winternheim: Eigenverlag, 1979
- Abschied der zerschellten Jahre, Novelle (1984)
- Passavantis Rückkehr (1980)
- Die Unversöhnlichen oder im Labyrinth der Herkunft, Roman (1990)
- Ode an die Fremde, Gedichte (1995)
- In deutschen Küchen, Roman (1997)
- F. Biondi, Gino Chiellino, Giuseppe Giambusso Die Tinte und das Papier - Dichtung und Prosa italienischer AutorInnen in Deutschland (1999)
- Der Stau, Roman (2001)
- Giri e rigiri, Gedichte Italienisch-Deutsch (2005)
- Karussellkinder, Roman (2007)
- Kostas stille Jahre, Roman (2012)

Essays (Auswahl):
- Die Fremde wohnt in der Sprache. In I. Ackermann/H. Weinrich (Hrsg.): Eine nicht nur deutsche Literatur. Zur Standortbestimmung der „Ausländerliteratur“. München 1986
- Über Obrigkeitsdeutsch und Pluralität in der Sprache. In: Tagungsprotokoll 6/95 Das Eigene und das Fremde. Literatur in der Interkulturalität (S. 18–23). In: Inn. Zeitschrift für Literatur. Innsbruck. 1/95. In: Die Brücke 84 Juli/August 1995 S. 20–22
- "Die Unversöhnlichen". Ein Briefwechsel zwischen Franco Biondi und Karl Corino. In: Die Brücke 84. Juli–August 1995 S. 15–19
- Literarische Sprachwege. In: Krautgarten. Forum für junge Literatur. Nr. 34 – April 1999 – St. Vith, Belgien
- Herkunft und Zugehörigkeit in der Literatur. In: http://www.migration-boell.de/web/integration/47_2224.asp
- Sprach-Wege. Aus der Werkstatt der Sprach-Verwegenheiten. Essays & Vorträge 1983–2015. Herausgegeben von Walter Schmitz. (= WortWechsel, Band 20.) Dresden: Thelem 2017.